# Epiclopus gayi
Epiclopus gayi är en biart som beskrevs av Maximilian Spinola 1851. Epiclopus gayi ingår i släktet Epiclopus och familjen långtungebin. Inga underarter finns listade i Catalogue of Life.